# Speculina
Speculina är ett släkte av fjärilar. Speculina ingår i familjen Thyrididae.
Kladogram enligt Catalogue of Life:
| Speculina | \| \| Speculina brunneata \| \| \| \| \| \| Speculina madiaria \| \| \| \| |
|           | \| \| Speculina brunneata \| \| \| \| \| \| Speculina madiaria \| \| \| \| |
|           | Speculina brunneata                                                        |
|           |                                                                            |
|           | Speculina madiaria                                                         |
|           |                                                                            |